# Horst A. Wessel
Pour les articles homonymes, voir Wessel.
Horst A. Wessel (né le 12 avril 1943 à Bonn) est un historien allemand et archiviste d'entreprise. Il dirige les archives Mannesmann de 1983 à 2008.

## Biographie
Horst Wessel étudie l'allemand, l'histoire et l'histoire économique à l'Université de Bonn . En tant qu'assistant d'Hans Pohl (de), il participe à la fondation de la Société d'histoire de l'entreprise (de) et en devient le premier directeur général en 1976 (jusqu'en 1983). Pendant cette période, il obtient son doctorat avec une thèse sur le développement des communications électriques en Allemagne et est rédacteur en chef du Zeitschrift für Unternehmensgeschichte (de).
Depuis, le génie électrique constitue l’un de ses axes de recherche. Cela l'amène à organiser les colloques du comité VDE « Histoire de l'électrotechnique » à partir de 1984 et à présider ce comité de 1995 à 2007.
En 1983, Wessel rejoint les archives de l'entreprise Mannesmann AG, qu'il succède à son prédécesseur Lutz Hatzfeld et qu'il dirige jusqu'à sa retraite (2008).
Wessel est président de l'Association des archivistes d'affaires allemands (de) (1985-1992), professeur adjoint à l'Université de Düsseldorf (depuis 2001) et occupe des postes d'enseignant dans les universités de Düsseldorf et d'Erlangen. En 2008, il a reçu la médaille Karl-Joachim-Euler pour sa contribution particulière à l'histoire de l'électrotechnique. De 1997 à 2013, il est président de l'association « Alter Münstereifeler » et président d'honneur depuis 2013. Il est président de la Société d'histoire de Düsseldorf (de) de 2001 à 2011 et est l'un des auteurs de l'ouvrage de référence encyclopédique Das große Düsseldorf-Lexikon, publié en 2012 par les archivistes de la ville Clemens von Looz-Corswarem (de) et Benedikt Meurer. De 1995 à 2003, il est membre du conseil consultatif scientifique de la Société d'histoire de l'entreprise et en 2006, il fonde l'association de soutien « MannesmannHaus e. V.”, dont il est depuis lors président.

## Publications (sélection)
En tant qu'auteur
- Die Entwicklung des elektrischen Nachrichtenwesens in Deutschland und die rheinische Industrie: Von den Anfängen bis zum Ausbruch des Ersten Weltkrieges. Steiner, Wiesbaden, 1983
- Kontinuität im Wandel: 100 Jahre Mannesmann 1890–1990. Mannesmann, [Düsseldorf] [1990].
- Die Geschichte des Rades: Ein gutes Stück Kronprinz 1897–1997. Kronprinz AG (de), [Solingen] [1997].
- Mit Engagement und Kompetenz für eine runde Sache: Die Geschichte der Mannesmannröhren-Werke (de)-GmbH, ein Unternehmen der Salzgitter Gruppe 1846–2005. Salzgitter AG, [Mülheim an der Ruhr], 2005.
- Avec Kornelia Rennert: Das Röhrenwerk Mülheim: Mannesmannröhren-Werke. Sutton, Erfurt, 2005.
- Erfolgreich unter verschiedenen Flaggen: Die Geschichte des Mannesmannröhren-Werkes in Bous/Saar und seiner Stahlwerke 1886–1998. Klartext, Essen, 2007.
- Stahl und Technologie: Die Geschichte der Salzgitter AG 1858–2008. Salzgitter AG, Salzgitter, 2008.
- Der Wissenschaftler und Hochschullehrer Wilfried Feldenkirchen (mit einer Übersicht über dessen Veröffentlichungen). In: Susanne Hilger / Horst A. Wessel (dir.), Unternehmen im Wettbewerb. Gedenkschrift für Wilfried Feldenkirchen (1947–2010), Stuttgart: Steiner, 2020 (Beiträge zur Unternehmensgeschichte; 36),  (ISBN 978-3-515-12504-8), p. 215–229.

En tant qu'éditeur
- Tagungsbände des Ausschusses „Geschichte der Elektrotechnik“ des Verbands der Elektrotechnik, Elektronik und Informationstechnik (VDE) 1986–2008.
- Thyssen & Co. Mülheim a.d. Ruhr: Die Geschichte einer Familie und ihrer Unternehmung. Steiner, Stuttgart, 1991.
- Mülheimer Unternehmer und Pioniere im 19. und 20. Jahrhundert: flexibel – kreativ – innovativ. Klartext, Essen, 2012.
- Die Geburtsstätte des nahtlos gewalzten Stahlrohres: Das Mannesmannröhren-Werk in Remscheid, die Erfinder und die Mechanische Werkstatt. Geschichte und Geschichten. Klartext, Essen, 2012.